# Héritage (film, 1932)
Pour les articles homonymes, voir Héritage.
Pour plus de détails, voir Fiche technique et Distribution.
Héritage (titre original : A Bill of Divorcement) est un film américain réalisé par George Cukor, sorti en 1932.

## Synopsis

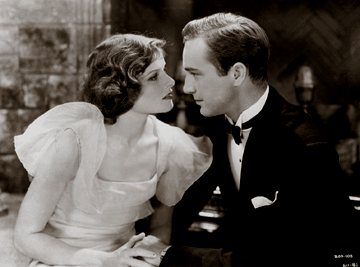
Katharine Hepburn et David Manners

Après 15 ans d'hôpital psychiatrique, Hilary Fairfield revient chez lui. Sa femme a divorcé et est sur le point de se marier.

## Fiche technique
- Titre : Héritage
- Titre original : A Bill of Divorcement
- Réalisation : George Cukor
- Scénario : Howard Estabrook et Harry Wagstaff Gribble d'après la pièce de Clemence Dane
- Production : David O. Selznick
- Société de production : RKO Pictures
- Musique : Max Steiner (non crédité)
- Photographie : Sid Hickox
- Montage : Arthur Roberts
- Direction artistique : Carroll Clark
- Décorateur de plateau : Ray Moyer
- Costumes : Josette De Lima
- Pays d'origine : États-Unis
- Format : Noir et blanc - Mono (RCA Photophone System)
- Genre : Drame
- Durée : 70 minutes
- Date de sortie :
  - États-Unis :30 septembre 1932

## Distribution
- John Barrymore : Hilary Fairfield
- Billie Burke : Meg Fairfield
- David Manners : Kit Humphreys
- Katharine Hepburn : Sydney Fairfield
- Paul Cavanagh : Gray Meredith
- Henry Stephenson : Docteur Alliot
- Gayle Evers : Bassett
- Elizabeth Patterson : Tante Hester Fairfield